# Doug Wead
Pour les articles homonymes, voir Wead.
Doug Wead, né le 19 mai 1946 et mort le 10 décembre 2021, est un philanthrope, conférencier et historien présidentiel américain.
Il est le conseiller particulier auprès de l'ancien président des États-Unis George H. W. Bush. Doug Wead est l’auteur de plus de trente livres, dont un best-seller sur la liste du New York Times, Les Enfants des Présidents : histoires de triomphes et de tragédies dans les vies des premières familles. Il est aussi l'auteur d'une suite à ce livre : L’Éducation d'un Président : les mères et les pères des dirigeants de notre Nation.

## Biographie
En 1979, Doug Wead a cofondé Mercy Corps avec Pat Boone et Dan O'Neill. En 1991, Wead fournit le financement initial pour aider à lancer un programme Mercy Corps de redressement économique dans la nouvelle Republique du Kazakhstan.
Dans les années 1980, Wead a organisé le Dîner annuel de Charité, également connu sous le nom d’Association internationale de Charité. Dix Premières Dames et Présidents ont servi de présidents d'honneur à cet événement prestigieux, notamment Lady Bird Johnson, Gerald Ford, Rosalyn et Jimmy Carter, Ronald et Nancy Reagan, George et Barbara Bush, et George W. et Laura Bush.
En 1992, Wead était le candidat républicain pour le Congrès des États-Unis dans le 6e district de l'État d’Arizona. Bien qu'ayant vécu en Arizona pour seulement quelques années, Wead a remporté la candidature républicaine après la promotion d'une initiative sur la limitation des taxes et grâce à une diffusion télévisée mettant en avant son action humanitaire faite par l'ancien président Ronald Reagan. Il a perdu aux élections générales face au candidat démocrate Karan English.
Wead était un participant actif dans les coulisses des élections présidentielles de 2000 aux États-Unis. Il fut crédité de la victoire de George W. Bush dans les sondages en Iowa en 1999. De 1984 à 2000, il a agi en tant que conseiller pour le président George H. W. Bush et le président George W. Bush, d’une façon intermittente.
Le magazine Time a qualifié Wead de membre proche de la famille Bush et comme étant « l'homme qui a inventé l'expression « Conservateur de Compassion » ». George W. Bush fut le premier à utiliser l’expression « Conservateur de Compassion » en 1987. En 1979, Wead a prononcé un discours intitulé Le Conservateur de Compassion lors du Dîner annuel de Charité. Des enregistrements du discours ont par la suite été vendus à travers le pays à des réunions d'entreprises.
En mars 2008, Wead aida à créer le site internet Religious Freedom In America, en se concentrant sur les menaces créées par les gouvernements sur la liberté religieuse.

## Livres
Wead a écrit plus de 30 livres qui ont été traduits en trente langues et ont été vendus à des millions d'exemplaires.
Trilogie Premières Familles
Dans sa recherche sur les familles présidentielles, il a interviewé dix premières dames et présidents de six familles présidentielles différentes, et dix-neuf enfants présidentiels. Sa trilogie parle des enfants de présidents, des parents de présidents, ainsi que des frères et sœurs présidentiels. Les deux premiers livres de la trilogie, All the Presidents' Children (2004) et The Raising of a President (2006), ont été immédiatement des best-sellers. Un troisième livre, actuellement en cours d'écriture avec Marie Achor, sera le premier livre sur les frères et sœurs de présidents.
Livres politiques
Dans les années 1970 et 1980, Wead a écrit plusieurs livres d'actualité. Deux d'entre eux, Reagan in Pursuit of the Presidency (1980) et The Iran Crisis (1980), ont été meilleures ventes dans leurs catégories respectives.
Livres religieux
Wead a écrit en tant que protestant apologiste du mouvement charismatique catholique à l'âge de 22 ans. Les livres écrits à cette époque comprennent Tonight They’ll Kill a Catholic (1974) et Compassionate Touch (1980).
Livres de motivation
Depuis les années 1970, Wead a écrit de nombreux livres de motivation et de marketing de réseau qui se sont énormément vendus. Wead était le coauteur de nombreux titres avec Dexter Yager, distributeur Amway, y compris Ne laissez personne détruire vos rêves (1978) et Mentalité de millionnaire (1993).

## Les enregistrements controversés de George W. Bush
En 1987, Doug Wead a commencé l'enregistrement des membres de la famille Bush, avec leur permission, afin de créer une archive historique de la famille. George Bush: Man of Integrity, qui parle de tous les membres de la famille, a été publié en 1988, et a été principalement écrit à partir de ces conversations enregistrées.
En février 2005, le New York Times a révélé que les enregistrements se sont poursuivis. Entre 1997 et 2000, Wead aurait enregistré neuf heures de conversations téléphoniques avec George W. Bush, qui à l'époque était gouverneur du Texas, au moment où il s’engageait dans la campagne présidentielle. Wead a déclaré qu'il voulait créer un dossier sur Bush car il est un personnage historique. Son intention était que les bandes ne deviennent jamais publiques, mais qu’il puisse les utiliser comme base de recherche et d'écriture. Wead se vit proposer des millions de dollars pour les enregistrements mais il a rejeté toutes les offres, en indiquant que son amitié personnelle avec le président Bush était « plus importante que n'importe quelle histoire ». Il a dit qu'il aurait remis les bandes au président, en déclarant : « Je préfère être une bonne personne avec des ventes de livres médiocres, que d’être un homme médiocre avec des bonnes ventes de livres ». En février 2005, la Maison-Blanche a annoncé que le président avait conclu une entente avec Wead et que l’affaire était close.

## Autres activités
Doug Wead est également un entrepreneur indépendant en relation avec Quixtar et Network TwentyOne. En 1995, il a contribué à rouvrir Canyonville Christian Academy, un pensionnat privé pour adolescents dans le sud de l'Oregon. Durant les trois premières années, Wead a personnellement subventionné l'école. Depuis 2000, l'école a bénéficié d'une participation pleine.